# Xã Morgan, Quận Greene, Pennsylvania
Xã Morgan (tiếng Anh: Morgan Township) là một xã thuộc quận Greene, tiểu bang Pennsylvania, Hoa Kỳ. Năm 2010, dân số của xã này là 2.587 người.